# Campeonato Mundial de Futsal de 1985 (FIFUSA)
La segunda edición del Campeonato Mundial de la FIFUSA 1985 se celebró en las ciudades de Madrid, Bilbao, Valencia, San Sebastián, Palma de Mallorca, Cádiz, Huelva, Toledo, Albacete, Guadalajara, Puerto de Santa María, Burriana, Alcora, Alcoy y Elche, España entre el 17 de octubre y el 27 de octubre de 1985. La gran final del certamen se disputó en el Palacio de los Deportes de Madrid. 
España fue el primer país europeo en recibir el mundial de fútbol de salón ya que en aquel país este deporte ya contaba con una amplia popularidad; en esta edición del torneo participaron 12 países 6 de América, 3 de Europa, Japón representó a Asia y Australia a Oceanía, Brasil levantó su segundo título consecutivo en una de las mejores finales que se han visto ante España.

## Sede
La fase final del torneo se disputó en el Palacio de Deportes en Madrid.
| Madrid              |
| ------------------- |
| Palacio de Deportes |
| Capacidad: 16.000   |
|                     |

## Equipos participantes
En cursiva, los equipos debutantes.
En negrita, el equipo anfitrión.
| Confederación                                                    | Selección      | Clasificación      |
| ---------------------------------------------------------------- | -------------- | ------------------ |
| CSFS (Sudamérica) (4 cupos)                                      | Brasil         | (Campeón) 1982     |
| CSFS (Sudamérica) (4 cupos)                                      | Paraguay       | (Subcampeón) 1982  |
| CSFS (Sudamérica) (4 cupos)                                      | Uruguay        | (3.er Puesto) 1982 |
| CSFS (Sudamérica) (4 cupos)                                      | Argentina      |                    |
| UEFS (Europa) (4 cupos)                                          | España         | (Anfitrión)        |
| UEFS (Europa) (4 cupos)                                          | Checoslovaquia |                    |
| UEFS (Europa) (4 cupos)                                          | Portugal       |                    |
| UEFS (Europa) (4 cupos)                                          | Países Bajos   |                    |
| CONCACFUTSAL (Norteamérica, Centroamérica y El Caribe) (2 cupos) | Canadá         |                    |
| CONCACFUTSAL (Norteamérica, Centroamérica y El Caribe) (2 cupos) | Costa Rica     |                    |
| CAFS (Asia) (1 cupo)                                             | Japón          |                    |
| OFC (Oceanía) (1 cupo)                                           | Australia      |                    |

## Sistema de juego
Las 12 selecciones participantes disputaron la primera ronda que consistía en tres grupos de cuatro equipos donde avanzaban los líderes y los segundos de cada grupo. Luego los 6 clasificados disputaban una segunda ronda de dos grupos de tres equipos en donde avanzaron los líderes a la gran final y los segundos quedaron para jugar el tercer lugar.

## Primera fase

### Grupo A
| Grupo A      | Pts | J | G | E | P | GF | GC | Dif |
| ------------ | --- | - | - | - | - | -- | -- | --- |
| Brasil       | 6   | 3 | 3 | 0 | 0 | 42 | 2  | +40 |
| Argentina    | 4   | 3 | 2 | 0 | 1 | 14 | 13 | +1  |
| Japón        | 2   | 3 | 1 | 0 | 2 | 4  | 22 | -18 |
| Países Bajos | 0   | 3 | 0 | 0 | 3 | 2  | 25 | -23 |

| 18 de octubre de 1985 | Países Bajos | 0:2 | Japón |  |  |

| 18 de octubre de 1985 | Brasil | 11:0 | Argentina |  |  |

| 19 de octubre de 1985 | Argentina | 7:1 | Japón |  |  |

| 19 de octubre de 1985 | Países Bajos | 1:16 | Brasil |  |  |

| 20 de octubre de 1985 | Países Bajos | 1:7 | Argentina |  |  |

| 20 de octubre de 1985 | Brasil | 15:1 | Japón |  |  |

### Grupo B
| Grupo B   | Pts | J | G | E | P | GF | GC | Dif |
| --------- | --- | - | - | - | - | -- | -- | --- |
| España    | 6   | 3 | 3 | 0 | 0 | 25 | 3  | +22 |
| Uruguay   | 4   | 3 | 2 | 0 | 1 | 7  | 6  | +1  |
| Australia | 2   | 3 | 1 | 0 | 2 | 8  | 15 | -7  |
| Canadá    | 0   | 3 | 0 | 0 | 3 | 2  | 18 | -16 |

| 17 de octubre de 1985 | España | 11:1 | Australia | Palacio de Deportes de la Comunidad de Madrid, Madrid |  |

| 18 de octubre de 1985 | Uruguay | 3:0 | Canadá | Palacio de Deportes de la Comunidad de Madrid, Madrid |  |

| 19 de octubre de 1985 | España | 9:1 | Canadá | Palacio de Deportes de la Comunidad de Madrid, Madrid |  |

| 19 de octubre de 1985 | Uruguay | 3:1 | Australia | Palacio de Deportes de la Comunidad de Madrid, Madrid |  |

| 20 de octubre de 1985 | España | 5:1 | Uruguay | Palacio de Deportes de la Comunidad de Madrid, |  |

| 20 de octubre de 1985 | Australia | 6:1 | Canadá | Palacio de Deportes de la Comunidad de Madrid, Madrid |  |

### Grupo C
| Grupo C        | Pts | J | G | E | P | GF | GC | Dif |
| -------------- | --- | - | - | - | - | -- | -- | --- |
| Paraguay       | 6   | 3 | 3 | 0 | 0 | 20 | 6  | +14 |
| Checoslovaquia | 4   | 3 | 2 | 0 | 1 | 12 | 11 | +1  |
| Portugal       | 2   | 3 | 1 | 0 | 2 | 10 | 15 | -5  |
| Costa Rica     | 0   | 3 | 0 | 0 | 3 | 3  | 13 | -10 |

| 18 de octubre de 1985 | Portugal | 2:7 | Checoslovaquia | Palacio de Deportes de la Comunidad de Madrid, Madrid |  |

| 18 de octubre de 1985 | Paraguay | 6:0 | Costa Rica | Palacio de Deportes de la Comunidad de Madrid, Madrid |  |

| 19 de octubre de 1985 | Paraguay | 7:5 | Portugal | Palacio de Deportes de la Comunidad de Madrid, Madrid |  |

| 19 de octubre de 1985 | Costa Rica | 2:4 | Checoslovaquia | Pabellon Salto del Caballo, Toledo |  |

| 20 de octubre de 1985 | Paraguay | 7:1 | Checoslovaquia | Palacio de Deportes de la Comunidad de Madrid, Madrid |  |

| 20 de octubre de 1985 | Portugal | 3:1 | Costa Rica | Palacio de Deportes de la Comunidad de Madrid, Madrid |  |

## Segunda fase
|  | Clasificado para el partido de la Final.          |
|  | Clasificado para el partido por el Tercer Puesto. |

### Grupo I
| Grupo I        | Pts | J | G | E | P | GF | GC | Dif |
| -------------- | --- | - | - | - | - | -- | -- | --- |
| España         | 4   | 2 | 2 | 0 | 0 | 8  | 3  | +5  |
| Argentina      | 2   | 2 | 1 | 0 | 1 | 6  | 6  | 0   |
| Checoslovaquia | 0   | 2 | 0 | 0 | 2 | 5  | 10 | -5  |

| 23 de octubre de 1985 | España | 3:1 | Argentina | Palacio de Deportes de la Comunidad de Madrid, Madrid |  |

| 24 de octubre de 1985 | Argentina | 5:3 | Checoslovaquia | Palacio de Deportes de la Comunidad de Madrid, Madrid |  |

| 25 de octubre de 1985 | España | 5:2 | Checoslovaquia | Palacio de Deportes de la Comunidad de Madrid, Madrid |  |

### Grupo II
| Grupo II | Pts | J | G | E | P | GF | GC | Dif |
| -------- | --- | - | - | - | - | -- | -- | --- |
| Brasil   | 4   | 2 | 2 | 0 | 0 | 3  | 0  | +3  |
| Paraguay | 2   | 2 | 1 | 0 | 1 | 5  | 3  | +2  |
| Uruguay  | 0   | 2 | 0 | 0 | 2 | 2  | 7  | -5  |

| 23 de octubre de 1985 | Brasil | 2:0 | Uruguay | Palacio de Deportes de la Comunidad de Madrid, Madrid |  |

| 24 de octubre de 1985 | Paraguay | 5:2 | Uruguay | Palacio de Deportes de la Comunidad de Madrid, Madrid |  |

| 25 de octubre de 1985 | Brasil | 1:0 | Paraguay | Palacio de Deportes de la Comunidad de Madrid, Madrid |  |

## Tercer puesto
| 26 de octubre de 1985 | Paraguay | 10:3 | Argentina | Palacio de los Deportes de Madrid, Madrid |  |

## Final
| 27 de octubre de 1985 | España | 1:3 | Brasil | Palacio de los Deportes de Madrid, Madrid |  |

|                            |
| Bandera de Brasil          |
| Campeón Brasil 2.do Título |

## Tabla general
| Pos. | Equipo         | Pts | J | G | E | P | GF | GC | Dif. | Rend. |
| ---- | -------------- | --- | - | - | - | - | -- | -- | ---- | ----- |
| 1    | Brasil         | 12  | 6 | 6 | 0 | 0 | 48 | 3  | +45  | 100%  |
| 2    | España         | 10  | 6 | 5 | 0 | 1 | 34 | 9  | +25  | 83,3% |
| 3    | Paraguay       | 10  | 6 | 5 | 0 | 1 | 35 | 12 | +23  | 83,3% |
| 4    | Argentina      | 6   | 6 | 3 | 0 | 3 | 23 | 29 | -6   | 50%   |
| 5    | Checoslovaquia | 4   | 5 | 2 | 0 | 3 | 17 | 21 | -4   | 40%   |
| 6    | Uruguay        | 4   | 5 | 2 | 0 | 3 | 9  | 13 | -4   | 40%   |
| 7    | Portugal       | 2   | 3 | 1 | 0 | 2 | 10 | 15 | -5   | 33,3% |
| 8    | Australia      | 2   | 3 | 1 | 0 | 2 | 8  | 15 | -7   | 33,3% |
| 9    | Japón          | 2   | 3 | 1 | 0 | 2 | 4  | 22 | -18  | 33,3% |
| 10   | Costa Rica     | 0   | 3 | 0 | 0 | 3 | 3  | 13 | -10  | 0%    |
| 11   | Canadá         | 0   | 3 | 0 | 0 | 3 | 2  | 18 | -16  | 0%    |
| 12   | Países Bajos   | 0   | 3 | 0 | 0 | 3 | 2  | 25 | -23  | 0%    |